# 16-й Конгресс США
Шестна́дцатый Конгре́сс США — заседание Конгресса США, действовавшее в Вашингтоне с 4 марта 1819 года по 4 марта 1821 года в период третьего и четвёртого года президентства Джеймса Монро. Обе палаты, состоящие из Сената и Палаты представителей, имели демократическо-республиканское большинство. Распределение мест в Палате представителей было основано на третьей переписи населения Соединённых Штатов в 1810 году.

## Важные события
- 4 июля 1819 года — образование территории Арканзас
- 14 декабря 1819 года — Алабама была признана 22-м штатом США
- 15 марта 1820 года — Мэн был признан 23-м штатом США, получив свою независимость от Массачусетса
- 7 августа 1820 года — Перепись населения США 1820 года. Численность населения была определена в 9 638 453 человек, из которых 1 538 022 были рабами
- 3 декабря 1820 года — Президентские выборы 1820 года, Джеймс Монро был переизбран на второй срок практически без оппозиции

## Ключевые законы
- Закон о земле 1820 года (1820)
- Миссурийский компромисс (1820)

## Членство

### Сенат
| Начало | 38 | 4 | 29 | 9 |
| Конец  | 46 | 0 | 38 | 8 |

### Палата представителей
| Начало | 183 | 2 | 155 | 28 |
| Конец  | 182 | 5 | 155 | 27 |